# Мартон Келеті
Мартон Келеті (угор. Keleti Márton; 26 квітня 1905, Будапешт, Австро-Угорщина, тепер Угорщина — 20 червня 1973, Будапешт) — угорський кінорежисер, сценарист і педагог юдейського походження

## Біографія
Починав свій шлях як асистент режисерів Пала Фейоша і Ласло Вайди. У 1937 дебютував як кінорежисер («Наречена з Тороцко»). 1939-1944, як юдей, був відсторонений від роботи в кінематографі. Після комуністичної окупації Угорщини його завербували на роботу з новим урядом. 
Був одним з провідних і дуже плідних кінорежисерів Угорщини. Знімав різножанрове кіно: соціальні драми, історичні стрічки, екранізації класики, музичні і комедійні фільми. З 1950 — викладав у Вищій школі театру і кіно. Серед учнів — Іштван Гааль.
Фільми Келеті часто брали участь в програмах міжнародних кінофестивалів: 2-й Каннський кінофестиваль («Вчителька»), 4-й Каннський кінофестиваль («Дивний шлюб»), 7-й Каннський кінофестиваль («Малий гріш»).

## Вибрана фільмографія
- Torockói menyasszony (1937)
- Viki (1937)
- Borcsa Amerikában (1938)
- Te csak pipálj Ladányi (1938)
- Nehéz apának lenni (1938)
- A harapós férj (1938)
- A tanítónő (1945)
- Beszterce ostroma (1948)
- Mágnás Miska (1949)
- Janika (1949)
- Dalolva szép az élet (1950)
- A selejt bosszúja (1951)
- Különös házasság (1951)
- Civil a pályán (1951)
- Erkel (1952)
- Ifjú szívvel (1953)
- Péntek 13 (1953)
- Kiskrajcár (1953)
- Fel a fejjel (1954)
- Pixi és Mixi a cirkuszban (1954)
- Díszelőadás (1955)
- Kállai kettős (1955)
- A csodacsatár (1956)
- Don Juan legutolsó kalandja(1958)
- Fekete szem éjszakája (1958)
- Tegnap (1959)
- Pár lépés a határ (1959)
- Virrad (1960)
- Amíg holnap lesz (1961)
- Nem ér a nevem (1961)
- Puskák és galambok (1961)
- Esős vasárnap (1962)
- Hattyúdal (1963)
- Ha egyszer húsz év múlva (1964)
- A tizedes meg a többiek]] (1965)
- Butaságom története (1965)
- Változó felhőzet (1966)
- Tanulmány a nőkről (1967)
- Változó felhőzet (1967)
- Elsietett házasság (1968)
- Történelmi magánügyek (1969)
- Szerelmi álmok – Liszt (1970), szovjet-magyar film
- Harminckét nevem volt (1972)
- Fuss, hogy utolérjenek! (1972)
- Csínom Palkó (1973)